# دولار سنغافوري
دولار سنغافوري (بالصينية: 新加坡元، بالماليزية: Ringgit Singapura، بالتاميلية: சிங்கப்பூர் வெள்ளி) العملة الرسميّة لسنغافورة، رمزها (S أو SGD) وتصدرها السلطة النقدية السنغافورية، الدولار سنغافوري الواحد مقسّم لمئة سنت وسعر صرفه كل دولار أمريكي = 1.4112 دولار سنغافوري، بدأت في صكها واستعمالها عام 1967 بعد طردها من الاتحاد الماليزي وانهيار الاتحاد النقدي بين ماليزيا وبروناي وسنغافورة.

## العملات المعدنية

### السلسلة الأولى
أصدرت السلسلة الأولى في عام 1967 وكانت من فئات 1 و5 و10 و20 و50 سنتًا ودولار واحد. صورت هذه القطع النقدية الحياة البرية وغيرها من الصور المتعلقة بالدولة الجزيرة وصممها ستيوارت ديفلن. كانت الأحجام مماثلة لتلك المستخدمة للرينجت الماليزي وهي تستند مباشرة إلى العملة القديمة للدولار الماليزي السابق ودولار بورنيو البريطاني. كانت عملة 1 سنت من البرونز بينما كانت الفئات الأخرى من النحاس والنيكل. غيرت عملة 1 سنت في عام إلى الفولاذ المكسو بالنحاس. توقف إنتاج السلسلة الأولى تدريجياً بحلول عام 1985.
| السلسلة الأولى (1967–1985)                             | السلسلة الأولى (1967–1985) | السلسلة الأولى (1967–1985) | السلسلة الأولى (1967–1985) | السلسلة الأولى (1967–1985) | السلسلة الأولى (1967–1985) | السلسلة الأولى (1967–1985)                                                                              | السلسلة الأولى (1967–1985) | السلسلة الأولى (1967–1985) |
| القيمة                                                 | المعايير الفنية            | المعايير الفنية            | المعايير الفنية            | المعايير الفنية            | الوصف                      | الوصف                                                                                                   | الوصف                      | تاريخ الإصدار              |
| القيمة                                                 | الوزن                      | السمك                      | الوزن                      | التكوين                    | الحافة                     | الوجه                                                                                                   | الظهر                      | تاريخ الإصدار              |
| ------------------------------------------------------ | -------------------------- | -------------------------- | -------------------------- | -------------------------- | -------------------------- | --- | -------------------------- | -------------------------- |
| 1 سنت                                                  | 17.78 ملم                  | 1.118 ملم                  | 1.940 g                    | برونز                      | أملس                       | مبنى سكني عام                                                                                           | القيمة والسنة              | 12 يونيو 1967              |
| 1 سنت                                                  | 17.78 ملم                  | 1.118 ملم                  | 1.744 g                    | فولاذ مكسو بالنحاس         | أملس                       | مبنى سكني عام                                                                                           | القيمة والسنة              | 1976                       |
| 5 سنت                                                  | 16.26 ملم                  | 1.02 ملم                   | 1.410 g                    | نيكل نحاسي                 | مصقول                      | زقة أميركية                                                                                             | القيمة والسنة              | 12 يونيو 1967              |
| 5 سنت                                                  | 16.26 ملم                  | 1.02 ملم                   | 1.260 g                    | نيكل نحاسي                 | مصقول                      | زقة أميركية                                                                                             | القيمة والسنة              | 12 يونيو 1967              |
| 5 سنت (منظمة الأغذية والزراعة)                         | 21.23 ملم                  | 1.27 ملم                   | 1.240 g                    | ألومنيوم                   | مصقول                      | سمكة وعبارات "INCREASE PRODUCTION" (زيادة الإنتاج) و"MORE FOOD FROM THE SEA" (مزيد من الطعام من البحر). | القيمة والسنة              | 1971                       |
| 10 سنت                                                 | 19.41 ملم                  | 1.40 ملم                   | 2.83 g                     | نيكل نحاسي                 | مصقول                      | فرس البحر                                                                                               | القيمة والسنة              | 12 يونيو 1967              |
| 20 سنت                                                 | 23.60 ملم                  | 1.78 ملم                   | 5.66 g                     | نيكل نحاسي                 | مصقول                      | سمكة أبو سيف                                                                                            | القيمة والسنة              | 12 يونيو 1967              |
| 50 سنت                                                 | 27.76 ملم                  | 2.03 ملم                   | 9.33 g                     | نيكل نحاسي                 | مصقول                      | سمكة الأسد                                                                                              | القيمة والسنة              | 12 يونيو 1967              |
| $1                                                     | 33.32 ملم                  | 2.39 ملم                   | 16.85 g                    | نيكل نحاسي                 | مصقول                      | أسد سنغافورة محاط بقطعتين من الأرز.                                                                     | القيمة والسنة              | 12 يونيو 1967              |
| For table standards, see the coin specification table. |                            |                            |                            |                            |                            | |                            |                            |

### السلسلة الثانية
أصدرت السلسلة الثانية في عام 1985 وكانت من فئات 1 و5 و10 و20 و50 سنتًا ودولار واحد. صمم ظهر هذه السلسلة كريستوفر أيرونسايد. عرضت السلسلة الجديدة عملات معدنية أصغر تصور أزهار. توقفت الأوراق النقدية ذات الدولار الواحد واستبدلت تدريجيًا بعملة من الألومنيوم والبرونز. كما غيرت فئة 5 سنت إلى الألومنيوم والبرونز بينما بقيت 10 و20 و50 سنتًا من النحاس والنيكل.
| السلسلة الثانية (1985–2013)                            | السلسلة الثانية (1985–2013) | السلسلة الثانية (1985–2013) | السلسلة الثانية (1985–2013) | السلسلة الثانية (1985–2013) | السلسلة الثانية (1985–2013)     | السلسلة الثانية (1985–2013)                  | السلسلة الثانية (1985–2013)    | السلسلة الثانية (1985–2013) |
| القيمة                                                 | المعايير الفنية             | المعايير الفنية             | المعايير الفنية             | المعايير الفنية             | الوصف                           | الوصف                                        | الوصف                          | تاريخ الإصدار               |
| القيمة                                                 | الوزن                       | السمك                       | الوزن                       | التكوين                     | الحافة                          | الوجه                                        | الظهر                          | تاريخ الإصدار               |
| ------------------------------------------------------ | --------------------------- | --------------------------- | --------------------------- | --------------------------- | ------------------------------- | -------------------------------------------- | ------------------------------ | --------------------------- |
| 1 سنت                                                  | 15.90 ملم                   | 1.10 ملم                    | 1.24 g                      | الزنك المطلي بالنحاس        | أملس                            | شعار سنغافورة، بلغات سنغافورة الأربع الرسمية | القيمة وأوركيد سنغافورة        | 28 سبتمبر 1987              |
| 5 سنت                                                  | 16.75 ملم                   | 1.22 ملم                    | 1.56 g                      | برونز ألومنيومي             | مقصب                            | شعار سنغافورة، بلغات سنغافورة الأربع الرسمية | القيمة وقشطة دندروم            | 2 ديسمبر 1985               |
| 10 سنت                                                 | 18.50 ملم                   | 1.38 ملم                    | 2.60 g                      | نيكل نحاسي                  | مقصب                            | شعار سنغافورة، بلغات سنغافورة الأربع الرسمية | القيمة وياسمين متعدد الزهر     | 2 ديسمبر 1985               |
| 20 سنت                                                 | 21.36 ملم                   | 1.72 ملم                    | 4.50 g                      | نيكل نحاسي                  | مقصب                            | شعار سنغافورة، بلغات سنغافورة الأربع الرسمية | القيمة وياسمينوم مولتيفلوروم   | 2 ديسمبر 1985               |
| 50 سنت                                                 | 24.66 ملم                   | 2.06 ملم                    | 7.29 g                      | نيكل نحاسي                  | مقصب                            | شعار سنغافورة، بلغات سنغافورة الأربع الرسمية | القيمة وكالياندرا سورينامينسيس | 2 ديسمبر 1985               |
| 50 سنت                                                 | 24.66 ملم                   | 2.06 ملم                    | 7.29 g                      | نيكل نحاسي                  | نقش جمهورية سنغافورة ورمز الأسد | شعار سنغافورة، بلغات سنغافورة الأربع الرسمية | القيمة وكالياندرا سورينامينسيس | 28 مايو 1990                |
| $1                                                     | 22.40 ملم                   | 2.40 ملم                    | 6.30 g                      | برونز ألومنيومي             | نقش جمهورية سنغافورة ورمز الأسد | شعار سنغافورة، بلغات سنغافورة الأربع الرسمية | القيمة وكتارنتوس وردي          | 28 سبتمبر 1987              |
| For table standards, see the coin specification table. |                             |                             |                             |                             |                                 |                                              |                                |                             |

### السلسلة الثالثة
أعلنت السلطة النقدية في سنغافورة في 21 فبراير 2013 عن إصدار سلسلة جديدة من فئات 5 و10 و20 و50 سنتًا ودولار واحد وتضم السلسلة رموز ومعالم وطنية سنغافورية.
| السلسلة الثالثة (2013–الآن) | السلسلة الثالثة (2013–الآن) | السلسلة الثالثة (2013–الآن) | السلسلة الثالثة (2013–الآن) | السلسلة الثالثة (2013–الآن)             | السلسلة الثالثة (2013–الآن) | السلسلة الثالثة (2013–الآن)                  | السلسلة الثالثة (2013–الآن)            | السلسلة الثالثة (2013–الآن) |
| القيمة                      | المعايير الفنية             | المعايير الفنية             | المعايير الفنية             | المعايير الفنية                         | الوصف                       | الوصف                                        | الوصف                                  | تاريخ الإصدار               |
| القيمة                      | الوزن                       | السمك                       | الوزن                       | التكوين                                 | الحافة                      | الوجه                                        | الظهر                                  | تاريخ الإصدار               |
| --------------------------- | --------------------------- | --------------------------- | --------------------------- | --------------------------------------- | --------------------------- | -------------------------------------------- | -------------------------------------- | --------------------------- |
| 5 سنت                       | 16.75 ملم                   | 1.22 ملم                    | 1.70 g                      | فولاذ مطلي بالنحاس                      | أملس                        | شعار سنغافورة، بلغات سنغافورة الأربع الرسمية | القيمة ومنتزه                          | 25 يونيو 2013               |
| 10 سنت                      | 18.50 ملم                   | 1.38 ملم                    | 2.36 g                      | فولاذ مطلي بالنيكل                      | أملس ومقصب                  | شعار سنغافورة، بلغات سنغافورة الأربع الرسمية | القيمة والإسكان النهائي                | 25 يونيو 2013               |
| 20 سنت                      | 21.00 ملم                   | 1.72 ملم                    | 3.85 g                      | فولاذ مطلي بالنيكل                      | مقصب                        | شعار سنغافورة، بلغات سنغافورة الأربع الرسمية | القيمة ومطار شانغي سنغافورة            | 25 يونيو 2013               |
| 50 سنت                      | 23.00 ملم                   | 2.45 ملم                    | 6.56 g                      | فولاذ مطلي بالنيكل                      | مقصب                        | شعار سنغافورة، بلغات سنغافورة الأربع الرسمية | القيمة وميناء سنغافورة                 | 25 يونيو 2013               |
| 1 دولار                     | 24.65 ملم                   | 2.50 ملم                    | 7.62 g                      | حلقة مطلية بالنحاس مع مركز مطلي بالنيكل | مقصب                        | شعار سنغافورة، بلغات سنغافورة الأربع الرسمية | القيمة والميرليون ونقش أوركيد سنغافورة | 25 يونيو 2013               |

## الأوراق النقدية

### السلسلة الأولى
أصدرت السلسلة الأولى من الأوراق النقدية في فقرة من 1967 إلى 1976 وتتكون من تسع فئات: 1 و5 و10 و25 و50 و100 و500 و1،000 و10،000 دولار.
| السلسلة الأولى (1967–1976) | السلسلة الأولى (1967–1976) | السلسلة الأولى (1967–1976) | السلسلة الأولى (1967–1976) | السلسلة الأولى (1967–1976) | السلسلة الأولى (1967–1976) | السلسلة الأولى (1967–1976)                              | السلسلة الأولى (1967–1976) | السلسلة الأولى (1967–1976) | السلسلة الأولى (1967–1976) |
| الصورة                     | الصورة                     | القيمة                     | الأبعاد                    | اللون                      | الوصف                      | الوصف                                                   | الوصف                      | تاريخ الإصدار              | الطابعة                    |
| الوجه                      | الظهر                      | القيمة                     | الأبعاد                    | اللون                      | الوجه                      | الظهر                                                   | علامة مائية                | تاريخ الإصدار              | الطابعة                    |
| -------------------------- | -------------------------- | -------------------------- | -------------------------- | -------------------------- | -------------------------- | ------------------------------------------------------- | -------------------------- | -------------------------- | -------------------------- |
|                            |                            | 1                          | 121 ملم × 64 ملم           | أزرق داكن                  | فاندا جانيت كانيالي        | شقق                                                     | رأس الأسد                  | 12 يونيو 1967              | برادبري ويلكينسون وشركاه   |
|                            |                            | 5                          | 127 ملم × 71 ملم           | أخضر                       | فاندا تي إم إيه            | مشهد من نهر سنغافورة                                    | رأس الأسد                  | 12 يونيو 1967              | برادبري ويلكينسون وشركاه   |
|                            |                            | 10                         | 133 ملم × 79 ملم           | أحمر                       | ديندروبيوم مارجوري هو      | 4 أيدي مشبوكة على خريطة سنغافورة                        | رأس الأسد                  | 12 يونيو 1967              | دو لا رو                   |
|                            |                            | 25                         | 140 ملم × 79 ملم           | بني                        | رينانثوبسيس أورورا         | مبنى المحكمة العليا القديم                              | رأس الأسد                  | 7 أغسطس 1972               | دو لا رو                   |
|                            |                            | 50                         | 146 ملم × 87 ملم           | أزرق                       | فاندا روتشيلديانا          | كليفورد بيير                                            | رأس الأسد                  | 12 يونيو 1967              | دو لا رو                   |
|                            |                            | 100                        | 159 ملم × 95 ملم           | أزرق وبنفسجي               | كاتليا                     | مشهد من واجهة البحرية السنغافورية                       | رأس الأسد                  | 12 يونيو 1967              | برادبري ويلكينسون وشركاه   |
|                            |                            | 500                        | 160 ملم × 96 ملم           | أخضر                       | ديندروبيوم شانغريلا        | مكتب حكومي في شارع سانت أندرو                           | رأس الأسد                  | 7 أغسطس 1972               | دو لا رو                   |
|                            |                            | 1،000                      | 159 ملم × 95 ملم           | بنفسجي ورمادي داكن         | ديندروبيوم كيموي كوندو     | مسرح فيكتوريا وقاعة الحفلات الموسيقية ومبنى امبريس بليس | رأس الأسد                  | 12 يونيو 1967              | دو لا رو                   |
|                            |                            | 10،000                     | 203 ملم × 133 ملم          | أخضر                       | أراندا مجولاه              | القصر الرئاسي السنغافوري                                | رأس الأسد                  | 29 يناير 1973              | دو لا رو                   |
|                            |                            |                            |                            |                            |                            |                                                         |                            |                            |                            |

### السلسلة الثانية
صدرت السلسلة الثانية في فقرة من 1976 إلى 1984 وهي تتكون من تسع فئات وهي نفس فئات السلسلة السابقة ولكن استبدلت ورقة 25 دولار بعملة 20 دولار.
| السلسلة الثانية (1976–1984) | السلسلة الثانية (1976–1984) | السلسلة الثانية (1976–1984) | السلسلة الثانية (1976–1984) | السلسلة الثانية (1976–1984) | السلسلة الثانية (1976–1984) | السلسلة الثانية (1976–1984)    | السلسلة الثانية (1976–1984) | السلسلة الثانية (1976–1984) |  |
| الصورة                      | الصورة                      | القيمة                      | الأبعاد                     | اللون                       | الوصف                       | الوصف                          | الوصف                       | تاريخ الإصدار               |  |
| الوجه                       | الظهر                       | القيمة                      | الأبعاد                     | اللون                       | الوجه                       | الظهر                          | علامة مائية                 | تاريخ الإصدار               |  |
| --------------------------- | --------------------------- | --------------------------- | --------------------------- | --------------------------- | --------------------------- | ------------------------------ | --------------------------- | --------------------------- |  |
|                             |                             | 1                           | 125 ملم × 63 ملم            | أزرق                        | خرشنة سومطرية               | موكب العيد الوطني              | رأس الاسد                   | 6 أغسطس 1976                |  |
|                             |                             | 5                           | 133 ملم × 66 ملم            | أخضر                        | بلبل أحمر العجز             | تلفريك ومنظر جوي لمرفأ         | رأس الاسد                   | 6 أغسطس 1976                |  |
|                             |                             | 10                          | 141 ملم × 69 ملم            | أحمر                        | رفراف ذو اللياقة البيضاء    | حديقة مع منظر من الإسكان العام | رأس الاسد                   | 6 أغسطس 1976                |  |
|                             |                             | 20                          | 149 ملم × 72 ملم            | بني                         | سينيريس زيتوني              | مطار شانغي سنغافورة وكونكورد   | رأس الاسد                   | 6 أغسطس 1979                |  |
|                             |                             | 50                          | 157 ملم × 75 ملم            | أزرق                        | White-rumped Shama          | فرقة مدرسية في موكب            | رأس الاسد                   | 6 أغسطس 1976                |  |
|                             |                             | 100                         | 165 ملم × 78 ملم            | أزرق                        | وروار أزرق الحنجرة          | رقصات من مجموعات عرقية مختلفة  | رأس الاسد                   | 1 فبراير 1977               |  |
|                             |                             | 500                         | 181 ملم × 84 ملم            | أخضر                        | طائر الصفارية السوداء       | مصفاة النفط                    | رأس الاسد                   | 1 فبراير 1977               |  |
|                             |                             | 1،000                       | 197 ملم × 90 ملم            | بنفسجي                      | حدأة براهمية                | ميناء حاويات                   | رأس الاسد                   | 7 أغسطس 1978                |  |
|                             |                             | 10،000                      | 203 ملم × 133 ملم           | أخضر                        | عقاب أبيض البطن             | مشهدين لنهر سنغافورة           | رأس الاسد                   | 1 فبراير 1980               |  |
|                             |                             |                             |                             |                             |                             |                                |                             |                             |  |

### السلسلة الثالثة
صدرت السلسلة الثانية في فقرة من 1984 إلى 1999 وهي تتكون من تسع فئات وهي نفس فئات السلسلة السابقة ولكن استبدلت ورقة 25 دولار بعملة 2 دولار.
| السلسلة الثالثة | السلسلة الثالثة | السلسلة الثالثة | السلسلة الثالثة  | السلسلة الثالثة | السلسلة الثالثة                                              | السلسلة الثالثة                                                          | السلسلة الثالثة | السلسلة الثالثة |  |
| الصورة          | الصورة          | القيمة          | الأبعاد          | اللون           | الوصف                                                        | الوصف                                                                    | الوصف           | تاريخ الإصدار   |  |
| الوجه           | الظهر           | القيمة          | الأبعاد          | اللون           | الوجه                                                        | الظهر                                                                    | علامة مائية     | تاريخ الإصدار   |  |
| --------------- | --------------- | --------------- | ---------------- | --------------- | ------------------------------------------------------------ | ------------------------------------------------------------------------ | --------------- | --------------- |  |
|                 |                 | 1               | 125 ملم × 63 ملم | أزرق            | شا تشوان                                                     | محطة ساتلايت سينتوسا الأرضية                                             | رأس الأسد       | 12 يناير 1987   |  |
|                 |                 | 2               | 133 ملم × 63 ملم | أحمر            | تونغكانغ                                                     | مجموعات عرقية مختلفة تشارك في موكب تشينغاي                               | رأس الأسد       | 28 يناير 1991   |  |
|                 |                 | 2               | 133 ملم × 63 ملم | بنفسجي          | تونغكانغ                                                     | مجموعات عرقية مختلفة تشارك في موكب تشينغاي                               | رأس الأسد       | 16 ديسمبر 1991  |  |
|                 |                 | 5               | 133 ملم x 66 ملم | أخضر            | تواكو                                                        | منظر ميناء حاويات بي أس أيه انترناشيونال                                 | رأس الأسد       | 21 أغسطس 1989   |  |
|                 |                 | 10              | 141 ملم × 69 ملم | أحمر            | سفينة بالاري                                                 | منظر للإسكان العام                                                       | رأس الأسد       | 1 مارس 1988     |  |
|                 |                 | 50              | 156 ملم × 74 ملم | أزرق            | سفينة بالاري                                                 | منظر من أعلى جسر بنيامين شيريس                                           | رأس الأسد       | 9 مارس 1987     |  |
|                 |                 | 100             | 165 ملم × 78 ملم | بني             | اس اس شوزان                                                  | منظر من مطار شانغي سنغافورة والخطوط الجوية السنغافورية (B747-300)        | رأس الأسد       | 1 أغسطس 1985    |  |
|                 |                 | 500             | 175 ملم × 83 ملم | أخضر            | سفينة الشحن العامة نبتون ساردونيكس                           | مجموعة رجال ونساء من القوات المسلحة وقوة الدفاع المدني مع خريطة سنغافورة | رأس الأسد       | 1 مارس 1988     |  |
|                 |                 | 1،000           | 185 ملم × 88 ملم | بنفسجي          | سفينة الشحن العامة نبتون ساردونيكس ورافعتان في رصيف الحاويات | حوض بناء سفن                                                             | رأس الأسد       | 22 أكتوبر 1984  |  |
|                 |                 | 10،000          | 195 ملم × 93 ملم | أحمر            | سفينة الشحن العامة نبتون ساردونيكس                           | موكب العيد الوطني 1987                                                   | رأس الأسد       | 21 أغسطس 1989   |  |
|                 |                 |                 |                  |                 |                                                              |                                                                          |                 |                 |  |

### السلسلة الرابعة
أصدرت السلسلة الحالية في عام 1999، مع حذف فئة الدولار الواحد و500 دولار. يظهر على وجه هذه الأوراق صورة يوسف بن إسحاق أول رئيس لجمهورية سنغافورة، ويظهر على العكس سمة من سمات الحياة المدنية. هناك أوراق ورقية وبوليمر متداولة. حتوي الأوراق أيضًا على نظام برايل في الزاوية اليمنى العليا من التصميم الأمامي.
| السلسلة الرابعة | السلسلة الرابعة | السلسلة الرابعة | السلسلة الرابعة | السلسلة الرابعة | السلسلة الرابعة                  | السلسلة الرابعة | السلسلة الرابعة | السلسلة الرابعة | السلسلة الرابعة |
| الصورة          | الصورة          | القيمة          | الأبعاد         | اللون           | الوصف                            | الوصف           | تاريخ الإصدار   | السحب           | المادة          |
| الوجه           | الظهر           | القيمة          | الأبعاد         | اللون           | الوجه                            | الظهر           | تاريخ الإصدار   | السحب           | المادة          |
| --------------- | --------------- | --------------- | --------------- | --------------- | -------------------------------- | --------------- | --------------- | --------------- | --------------- |
|                 |                 | 2               | 126 × 63 ملم    | بنفسجي          | الرئيس يوسف بن إسحاق (1910–1970) | التعليم         | 9 سبتمبر 1999   | متداولة         | ورق             |
|                 |                 | 2               | 126 × 63 ملم    | بنفسجي          | الرئيس يوسف بن إسحاق (1910–1970) | التعليم         | 12 يناير 2006   | متداولة         | بوليمر          |
|                 |                 | 5               | 133 × 66 ملم    | أخضر            | الرئيس يوسف بن إسحاق             | جاردن سيتي      | 9 سبتمبر 1999   | متداولة         | ورق             |
|                 |                 | 5               | 133 × 66 ملم    | أخضر            | الرئيس يوسف بن إسحاق             | جاردن سيتي      | 18 مايو 2007    | متداولة         | بوليمر          |
|                 |                 | 10              | 141 × 69 ملم    | أحمر            | الرئيس يوسف بن إسحاق             | الرياضة         | 9 سبتمبر 1999   | متداولة         | ورق             |
|                 |                 | 10              | 141 × 69 ملم    | أحمر            | الرئيس يوسف بن إسحاق             | الرياضة         | 4 مايو 2004     | متداولة         | بوليمر          |
|                 |                 | 50              | 156 × 74 ملم    | أزرق            | الرئيس يوسف بن إسحاق             | الفنون          | 9 سبتمبر 1999   | متداولة         | ورق             |
|                 |                 | 100             | 162 × 77 ملم    | برتقالي         | الرئيس يوسف بن إسحاق             | الشباب          | 9 سبتمبر 1999   | متداولة         | ورق             |
|                 |                 | 1،000           | 170 × 83 ملم    | بنفسجي          | الرئيس يوسف بن إسحاق             | الحكومة         | 9 سبتمبر 1999   | متداولة         | ورق             |
|                 |                 | 10،000          | 180 × 90 ملم    | ذهبي            | الرئيس يوسف بن إسحاق             | الاقتصاد        | 9 سبتمبر 1999   | متداولة         | ورق             |

ورقة 10،000 دولار سنغافوري هي الورقة النقدية الأكثر قيمة في العالم (المتداولة رسميًا). من أغسطس 2011 أصبحت الورقة تساوي أكثر من سبعة أضعاف قيمة العملة التالية ذات القيمة الأعلى وهي فئة 1،000 فرنك سويسري. أعلنت السلطة النقدية السنغافورية في 2 يوليو 2014 أنها ستتوقف عن طباعة ورقة 10،000 دولار في 1 أكتوبر 2014 للحد من مخاطر غسيل الأموال، مع إصدار تعليمات لجميع البنوك بتبديل الورقة. توقفت سلطة النقد أيضًا عن إنتاج ورقة 1،000 دولار سنغافوري في 1 يناير 2021، ولكن سيسمح للبنوك بإعادة تدوير الأوراق النقدية الحالية مع العملاء. قالت وزارة المالية أن الأوراق النقدية ذات التصنيف الأعلى (أكثر من 100 دولار) ستظل عملة قانونية.

### الأوراق التذكارية
| الأوراق التذكارية                      | الأوراق التذكارية | الأوراق التذكارية | الأوراق التذكارية                                             | الأوراق التذكارية | الأوراق التذكارية | الأوراق التذكارية | الأوراق التذكارية | الأوراق التذكارية | الأوراق التذكارية | الأوراق التذكارية |
| القيمة                                 | الأبعاد           | اللون             | الذكرى                                                        | الوصف | الوصف | تاريخ الإصدار     | المادة            | Ref.              |                   |                   |
| القيمة                                 | الأبعاد           | اللون             | الذكرى                                                        | الوجه | الظهر | تاريخ الإصدار     | المادة            | Ref.              |                   |                   |
| -------------------------------------- | ----------------- | ----------------- | ------------------------------------------------------------- | --- | --- | ----------------- | ----------------- | ----------------- | ----------------- | ----------------- |
| 50                                     | 156 × 74 ملم      | أحمر              | الذكرى الخامسة والعشرون لاستقلال سنغافورة                     | الرئيس يوسف بن إسحاق وميناء سنغافورة في عام 1861 وأربعة أزهار من أوركيد فاندا ميس جواكيم، وميناء حاويات تانجونج باجار وبعض مباني المكاتب البارزة | صورة البرلمان الأول السنغافوري في 8 ديسمبر 1965 ومجموعة من السنغافوريين متعددي الأعراق في احتفال بهيج                                                                            | 24 يوليو 1990     | بوليمر            | [ 15 ]            |                   |                   |
| 25                                     | 141 × 79 ملم      | بني               | الذكرى السنوية الخامسة والعشرون لإنشاء سلطة النقد في سنغافورة | مبنى السلطة النقدية السنغافورية ومنظر للحي المالي في سنغافورة ومشهد من بورصة سنغافورة                                                            | منظر القطاع المالي في سنغافورة | 10 مايو 1996      | ورق               | [ 16 ]            |                   |                   |
| 20                                     | 149 × 72 ملم      | برتقالي           | 40 عامًا من اتفاقية تبادل العملة                               | الرئيس يوسف بن إسحاق وأوركيد ديندروبيوم ونور عايشة محمد سالم                                                                                     | ممشى المنزه، أفق الحي المالي في سنغافورة ومسجد السلطان عمر علي سيف الدين مع الساحة الملكية                                                                                       | 27 يونيو 2007     | بوليمر            | [ 17 ]            |                   |                   |
| 50                                     | 156 × 74 ملم      | ذهبي              | الاحتفال بمرور 50 عامًا على بناء دولة سنغافورة                 | الرئيس يوسف بن إسحاق ورئيس الوزراء لي كوان يو ومجموعة من الأطفال من مختلف الأعراق والجنس                                                         | موكب العيد الوطني الأول عام 1966 ومدينة بونغول الجديدة | 11 أغسطس 2015     | بوليمر            | [ 18 ]            |                   |                   |
| 10                                     | 141 × 69 ملم      | أحمر              | الاحتفال بمرور 50 عامًا على بناء دولة سنغافورة                 | الرئيس يوسف بن إسحاق وأوركيد فاندا ميسي جواكيم                                                                                                   | بغض النظر عن العرق أو اللغة أو الدين | 11 أغسطس 2015     | بوليمر            | [ 18 ]            |                   |                   |
| 10                                     | 141 × 69 ملم      | أحمر              | الاحتفال بمرور 50 عامًا على بناء دولة سنغافورة                 | الرئيس يوسف بن إسحاق وأوركيد فاندا ميسي جواكيم                                                                                                   | فرص للجميع | 11 أغسطس 2015     | بوليمر            | [ 18 ]            |                   |                   |
| 10                                     | 141 × 69 ملم      | أحمر              | الاحتفال بمرور 50 عامًا على بناء دولة سنغافورة                 | الرئيس يوسف بن إسحاق وأوركيد فاندا ميسي جواكيم                                                                                                   | آمن ومضمون | 11 أغسطس 2015     | بوليمر            | [ 18 ]            |                   |                   |
| 10                                     | 141 × 69 ملم      | أحمر              | الاحتفال بمرور 50 عامًا على بناء دولة سنغافورة                 | الرئيس يوسف بن إسحاق وأوركيد فاندا ميسي جواكيم                                                                                                   | العائلات القوية | 11 أغسطس 2015     | بوليمر            | [ 18 ]            |                   |                   |
| 10                                     | 141 × 69 ملم      | أحمر              | الاحتفال بمرور 50 عامًا على بناء دولة سنغافورة                 | الرئيس يوسف بن إسحاق وأوركيد فاندا ميسي جواكيم                                                                                                   | المجتمع القائم على الرعاية، المواطن النشط | 11 أغسطس 2015     | بوليمر            | [ 18 ]            |                   |                   |
| 50                                     | 158 × 75 ملم      | ذهبي              | 50 عامًا من اتفاقية تبادل العملة                               | الرئيس يوسف بن إسحاق وأوركيد فاندا ميس جواكيم وزهرة سيمبور وقصر نور الإيمان في بروناي دار السلام والإستانة في سنغافورة.                          | أفراد عسكريون من القوات المسلحة الملكية البروناية والقوات المسلحة السنغافورية وطلاب من كلا البلدين ومتنزه أولو تيمبورونج الوطني في بروناي دار السلام وحديقة سنغافورة النباتية    | 5 يوليو 2017      | بوليمر            | [ 19 ]            |                   |                   |
| 20                                     | 162 × 77 ملم      | بيج               | الذكرى المئوية الثانية لسنغافورة                              | الرئيس يوسف بن إسحاق ومعرض سنغافورة الوطني (المحكمة العليا ومجلس المدينة سابقاً)                                                                  | ثمانية رائدين وهم عبد الله بن عبد القادر وهنري نيكولاس ريدلي وتان كاه كي وب. جوفينداسامي بيلاي وتيريزا هسو وأليس بينفاذر وعدنان سعيدي وروث وونغ هي كينغ ونهر سنغافورة في الخلفية | 5 يونيو 2019      | بوليمر            | [ 20 ]            |                   |                   |
| هذه الصور بمقياس 0.7 بيكسل كل ميليمتر. |                   |                   |                                                               | | |                   |                   |                   |                   |                   |